# Lepanthes mendozae
Lepanthes mendozae är en orkidéart som beskrevs av Carlyle August Luer och D'aless. Lepanthes mendozae ingår i släktet Lepanthes och familjen orkidéer. Inga underarter finns listade i Catalogue of Life.